# Vägen från Stormskäret
Vägen från Stormskäret är en roman av Anni Blomqvist utgiven 1973. Det är den sista delen av fem i romansviten om Stormskärs-Maja, som berättar om det hårda livet i Ålands arkipelag i mitten av 1800-talet.

## Karaktärerna
- Maria "Maja" Mikelsdotter
- Maria – Majas och Jannes dotter
- August - Majas och Jannes son
- Sigfrid - Majas och Jannes son
- Hindrik – Majas och Jannes son
- Gabriel – Majas och Jannes son
- Johanna – Majas och Jannes dotter
- Sara Lisa – Majas mor
- Mickel – Majas far
- Karl "Kalle" – Majas bror
- Johanna – Kalles fru
- Eva – August fru
- Regina – August och Evas dotter
- Joakim – August och Evas son
- Katerina – piga på Stormskäret, när Maria går i skriftskola
- Anna Ulla – Bor på Viggskär
- Jan Hindrik – Bor på Viggskär, gift med Anna Ulla